# Saint-Martin-Belle-Roche
Saint-Martin-Belle-Roche – miejscowość i gmina we Francji, w regionie Burgundia-Franche-Comté, w departamencie Saona i Loara.
Według danych na rok 1990 gminę zamieszkiwało 1150 osób, a gęstość zaludnienia wynosiła 253 osoby/km² (wśród 2044 gmin Burgundii Saint-Martin-Belle-Roche plasuje się na 200. miejscu pod względem liczby ludności, natomiast pod względem powierzchni na miejscu 1262.).